# Penicil·lina
Les penicil·lines són antibiòtics del grup dels β-lactàmics que tenen un ús molt ampli per tractar infeccions provocades per bacteris sensibles. La primera fou descoberta el 1928 per Alexander Fleming, cosa que li valdria el Premi Nobel de Medicina del 1945, compartit amb els científics Ernst Boris Chain i Howard Walter Florey, que, independentment de Fleming, havien dut a terme els estudis necessaris per convertir la penicil·lina en un fàrmac. La penicil·lina G o benzilpenicil·lina va ser el primer antibiòtic emprat àmpliament en medicina. La majoria de les penicil·lines són derivades de l'àcid 6-aminopenicil·lànic, que difereixen entre si segons la substitució a la cadena lateral del seu grup amino.
No es coneix completament el mecanisme d'acció de les penicil·lines, tot i que la seva analogia a la D-alanil-D-alanina terminal, situada a la cadena lateral peptídica de la subunitat del peptidoglicà, suggereix que el caràcter bactericida deriva de la intervenció com a inhibidor del procés de transpeptidació durant la síntesi de la mureïna. D'aquesta manera, la penicil·lina actua afeblint la paret bacteriana i facilitant la lisi osmòtica del bacteri durant el procés de multiplicació.
Existeix una gran diversitat de penicil·lines. Algunes espècies de fongs del gènere Penicillium sintetitzen penicil·lines de manera natural, com el primer tipus aïllat, la penicil·lina G. Tanmateix, a causa de l'aparició de resistències, s'han desenvolupat altres famílies seguint bàsicament dues estratègies: l'addició de precursors per la cadena lateral al medi de cultiu del fong productor, fet que estimula la producció de penicil·lines biosintètiques; i la modificació química de la penicil·lina obtinguda per la fermentació biotecnològica, resultant en penicil·lines semisintètiques.
Les penicil·lines difereixen entre si segons el seu espectre d'acció. Per exemple, la benzilpenicil·lina és eficient contra bacteris grampositius com els estreptococs i estafilococs, així com els gonococs i meningococs, però s'ha d'administrar per via parenteral a causa de la seva sensibilitat al pH àcid de l'estómac. En canvi, la fenoximetilpenicil·lina és resistent a aquest pH i es pot administrar per via oral. L'ampicil·lina, a més de mantenir aquesta resistència, és eficient contra bacteris gramnegatius com ara Haemophilus, Salmonella i Shigella.
Tot i que les penicil·lines són els antibiòtics menys tòxics, és habitual que causin al·lèrgies. Fins al 10% dels pacients que reben tractaments amb beta-lactàmics en desenvolupen. Com que un xoc anafilàctic pot provocar la mort del pacient, cal interrogar-lo sobre aquest tema abans d'iniciar el tractament.
A més de les seves propietats antibacterianes, la penicil·lina és un antídot eficient contra els efectes de l'enverinament per α-amanitina, un dels aminoàcids tòxics dels fongs del gènere Amanita.

## Història de les penicil·lines
Tot i que generalment s'atribueix a Alexander Fleming el descobriment de la penicil·lina, moltes cultures diferents d'èpoques diferents arribaren a conèixer i emprar les propietats bactericides de les floridures mitjançant l'observació i l'experiència. Se n'han descobert precedents entre els neandertals, els malalts dels quals mastegaven fongs amb penicil·lina. Més modernament també a la Grècia i l'Índia antigues, així com els exèrcits de Ceilan del segle ii. També ha estat present en les cultures tradicionals de regions tan diferents i distants com Sèrbia, Rússia o la Xina, així com els nadius nord-americans. Se solien aplicar aliments florits o terra del sòl que contingués fongs a les ferides de guerra. Com a mínim des del segle viii, els metges àrabs curaven infeccions untant les ferides amb una pasta blanca que es formava als arnesos de cuir amb què ensellaven els burros de càrrega. Al llarg del segle xvii, alguns farmacòlegs i herboristes anglesos, com ara John Parkington, inclogueren el tractament amb fongs als registres de farmàcia.

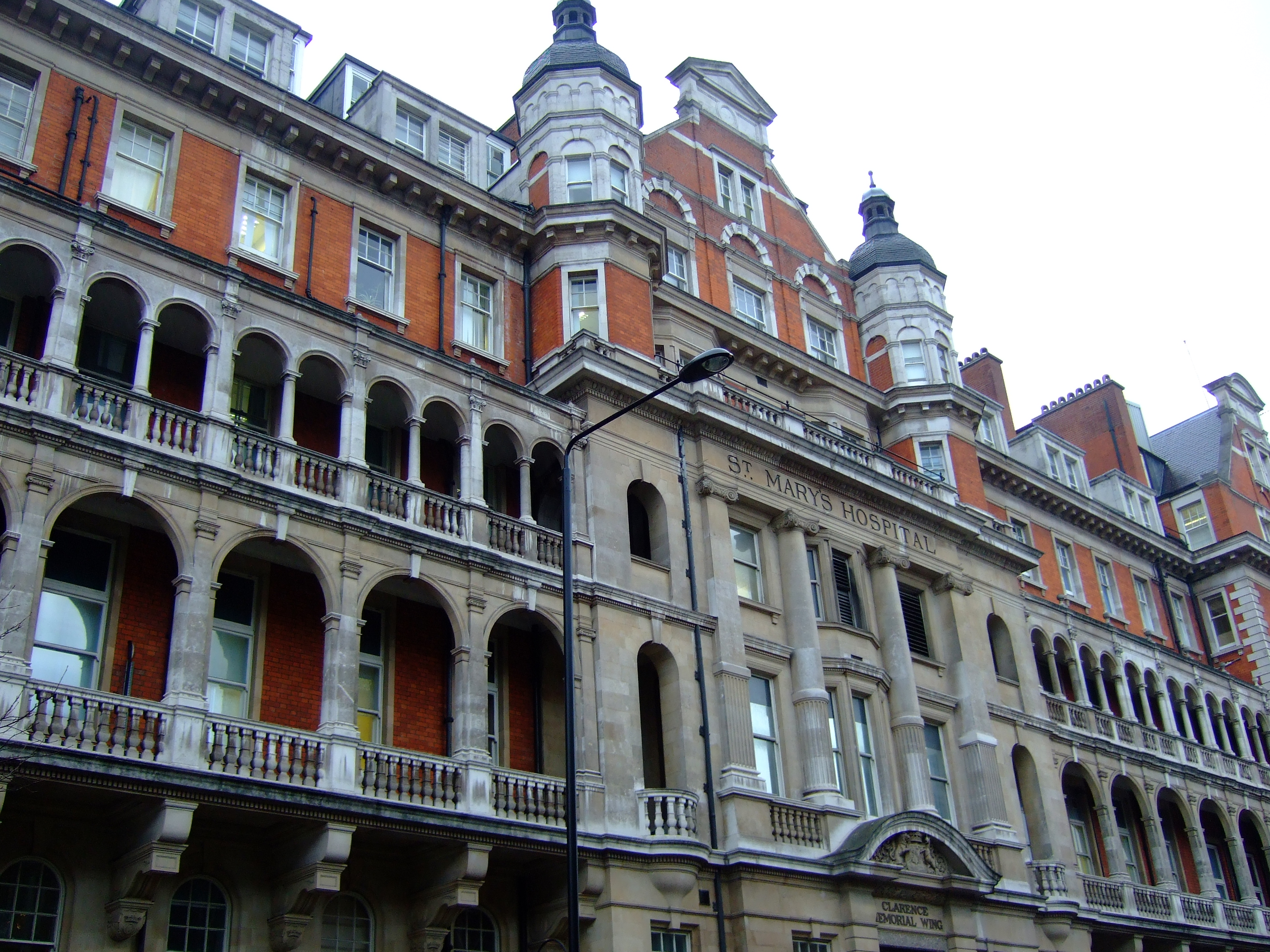
Hospital St. Mary de Londres, que allotjava a la seva cèlebre ala Clarence el departament d'inoculació d'Almroth Wright i Alexander Fleming, on tingué lloc el descobriment de la penicil·lina.

A final del segle xix, Henle (un dels grans científics de l'anomenada «generació intermèdia») suscità al seu deixeble Robert Koch, a la Universitat de Göttingen, l'interès pel treball d'Agostino Bassi i Casimir Davaine, que el portaria a investigar els microorganismes com a agents causants de les malalties. Això el dugué el 1876 a descobrir que el Bacillus anthracis era l'agent causant específic del carboncle (o àntrax maligne), en la línia de la teoria microbiana de la malaltia, i a enunciar els seus cèlebres postulats. Més endavant, Paul Ehrlich, que treballà amb Koch a Berlín, desenvolupà el concepte de les Magische Kugel o bales màgiques, que refereix als components químics que podien eliminar selectivament els gèrmens. Finalment, el 1909 reeixí sintetitzar un compost (el número 606, més endavant conegut com a salvarsan) que es revelà eficient contra la sífilis. Aquest descobriment influí posteriorment en Alexander Fleming, fins al punt que existeixen caricatures del jove Fleming caracteritzat i motejat com a «recluta 606».
Al mateix temps o poc després, com se sabia que els bacteris podien provocar malalties, es produirien un gran nombre d'observacions –tant in vivo com in vitro– i es veié que les floridures exercien una acció bactericida. En són exemples els treballs de John Scott Burdon-Sanderson, Joseph Lister, William Roberts, John Tyndall, Louis Pasteur i Jules François Joubert, Carl Garré, Vincenzo Tiberio, Ernest Duchesne, André Gratia i Sara Dath.
El 2000, metges de l'Hospital San Juan de Dios de San José (Costa Rica) publicaren els escrits del científic i metge costariqueny Clodomiro Clorito Picado Twight (1887-1944). En el seu informe, expliquen les experiències que adquirí Picado entre el 1915 i el 1927 sobre l'acció inhibidora dels fongs del gènere Penicillium sobre el creixement d'estafilococs i estreptococs (bacteris causants d'una sèrie d'infeccions humanes). Aparentment, Clorito Picado informà del seu descobriment l'Acadèmia de Ciències de París, però no el patentà, tot i que la seva investigació havia començat uns quants anys abans que la de Fleming.

### Alexander Fleming

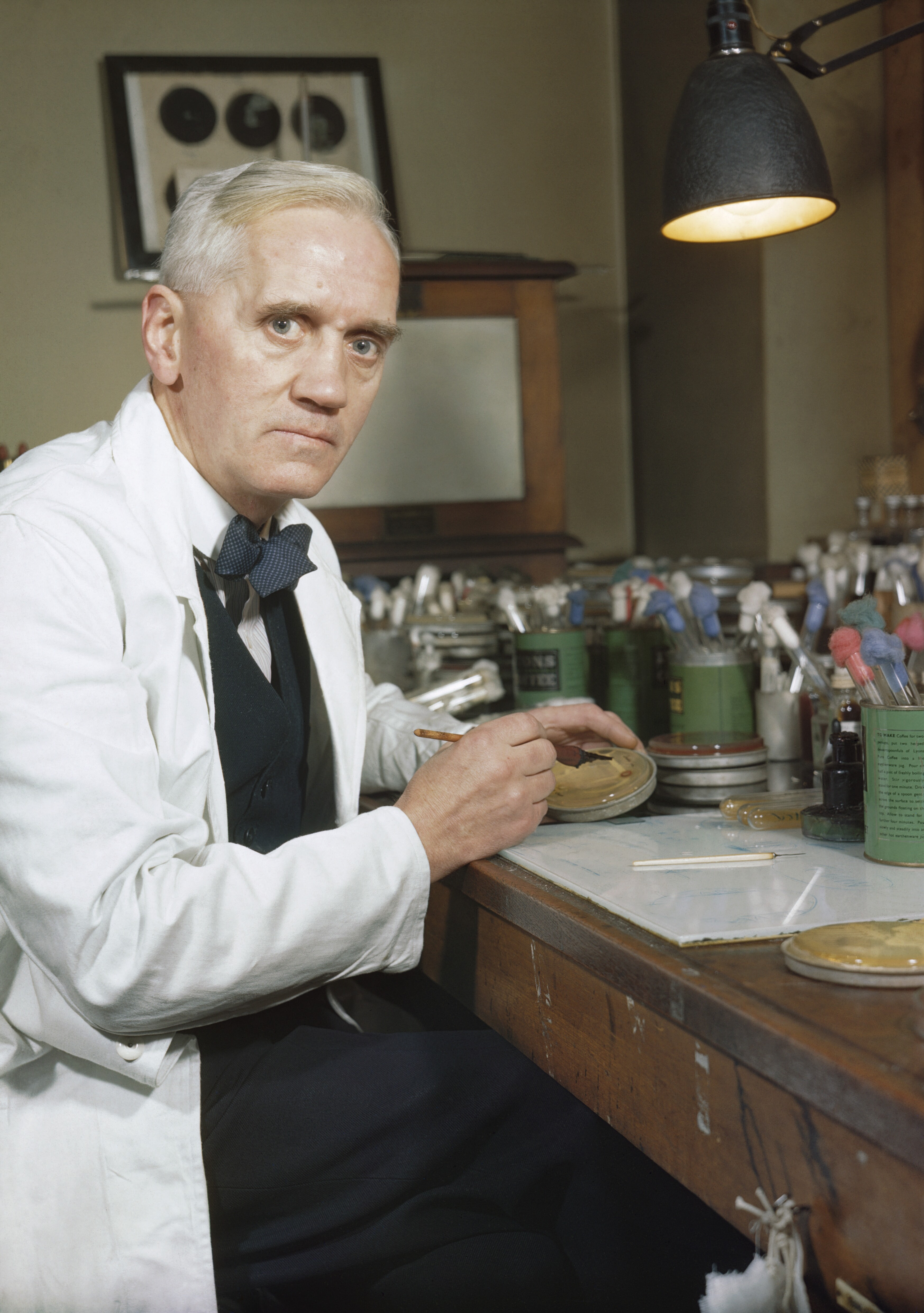
Alexander Fleming sostenint una placa de Petri en què s'observa una massa fúngica de Penicillium (a dalt a la dreta) i sis estries de bacteris (a baix a l'esquerra). Remarqueu la clapa d'inhibició en el creixement dels bacteris.

El descobriment de la penicil·lina ha estat presentat com un exemple icònic de com funciona el mètode científic a través de l'observació, i de la singular habilitat d'Alexander Fleming a l'hora d'interpretar un fenomen casual. El mateix Fleming relatà aquesta versió en la seva conferència de recepció del Premi Nobel. Tanmateix, alguns autors revisen aquesta història oficial, i opinen que, sense restar mèrits, està distorsionada per mites, la necessitat de propaganda en la Segona Guerra Mundial i també una certa lluita pel prestigi d'institucions amb influències sobre àrees del poder i la premsa. George Wong, en considerar la versió d'un descobriment casual, destaca els antecedents següents:

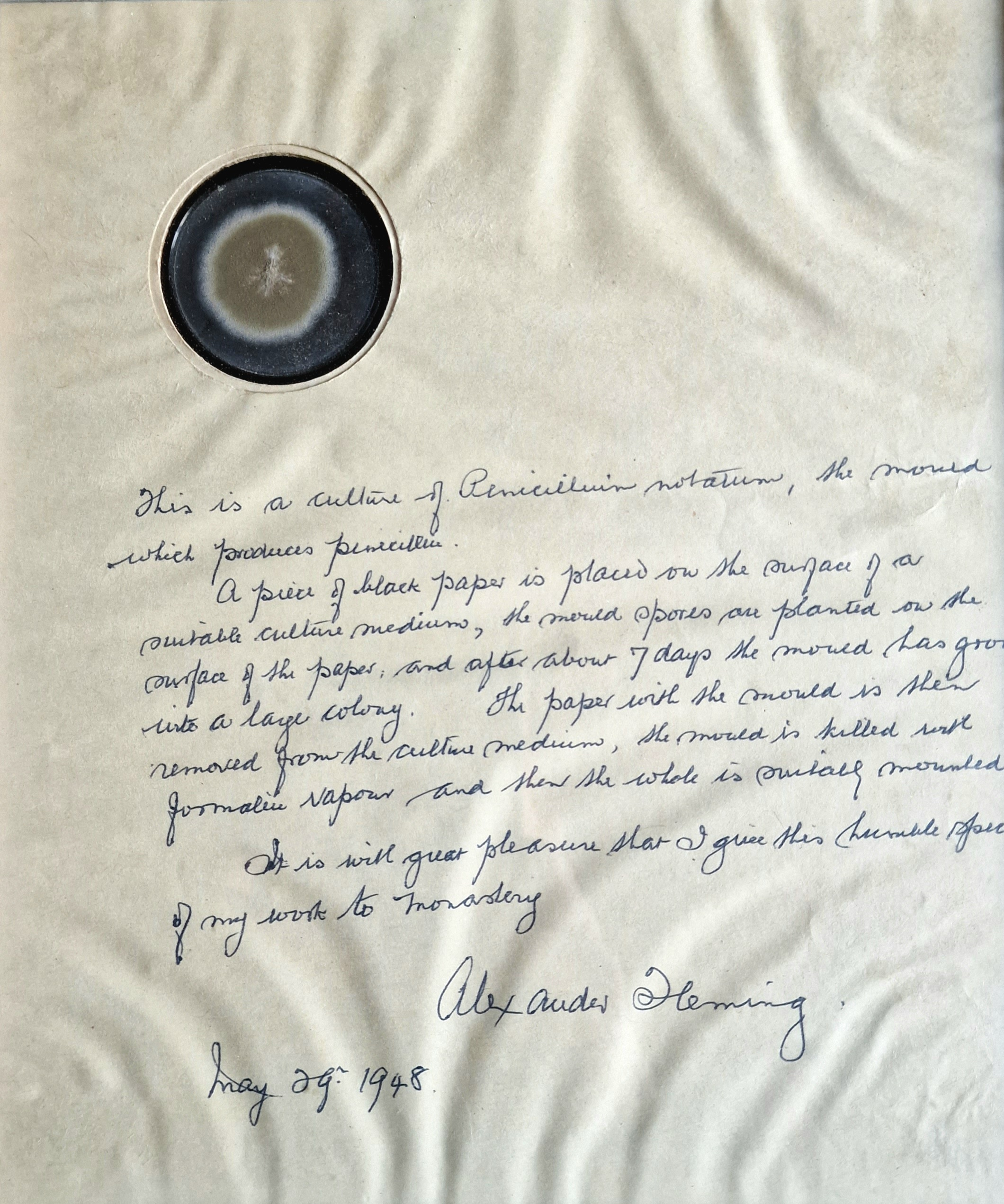
Text manuscrit d'Alexander Fleming explicant el procés d'obtenció de la penicil·lina, ofert en ocasió de la seva visita a Montserrat.

- Coneixia gairebé tots els autors mencionats més amunt. El gran nombre ja n'és per si sol indicador que existia tot un corrent que investigava el camp amb un coneixement del treball dels altres. El mateix Fleming ho reconegué a la seva conferència del Premi Nobel.[18]
- Buscava activament una substància bactericida; impressionat pels camps de batalla europeus a la Primera Guerra Mundial i les baixes per infecció de les ferides, feu proves amb el Salvarsan, descobrí el lisozim i constatà que no afectava cap dels organismes problemàtics de la penicil·lina, i això en contra de la línia marcada pel seu superior, Almroth Wright, més interessat en la immunització. En el seu primer treball compara l'espectre d'acció de la penicil·lina i el lisozim.

Segons Fleming, el descobriment de la penicil·lina es produí el matí del divendres 28 de setembre del 1928, quan estava estudiant cultius bacterians de Staphylococcus aureus al soterrani del laboratori de l'Hospital St. Mary en Londres, situat a l'Ala Clarence, actualment part de l'Imperial College. Després de tornar d'un mes de vacances, observà que molts cultius estaven contaminats, i els llençà a una safata de Lysol. Afortunadament, rebé una visita d'un antic company i, en mostrar-li el que estava fent amb algunes de les plaques que encara no havien estat rentades, s'adonà que en una d'elles s'havia creat al voltant del fong contaminant un halo de transparència, cosa que indicava destrucció cel·lular. L'observació immediata fou que es tractava d'una substància difusible procedent del contaminant. Posteriorment aïllà i cultivà el fong en una placa en què disposà radialment diversos microorganismes, comprovant quins eren sensibles. La identificació de l'espècimen com a Penicillium notatum la feu Charles Thom. Publicà el seu descobriment sense rebre gaire atenció i, segons els seus companys, Fleming tampoc no s'adonà en un principi del potencial de la substància, sinó a poc a poc, en especial a causa de la seva baixa estabilitat. Al seu treball, obtingué un filtrat lliure de cèl·lules que injectà a conills, comprovant que mancava de toxicitat. També n'aprecia la utilitat per aïllar Haemophilus influenzae a partir d'esputs.

### Primeres aplicacions en medicina i aïllament

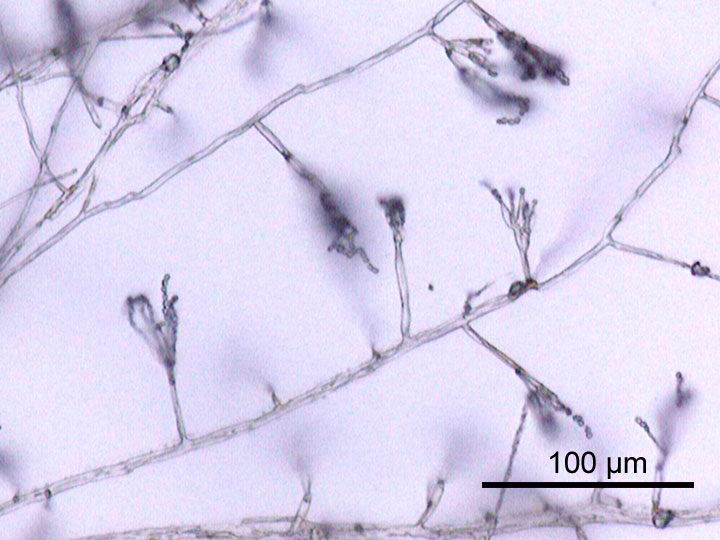
Aspecte al microscopi òptic de les hifes i els conidiòfors de Penicillium, fong del qual s'aïllà la penicil·lina.

Fleming, per culpa del caràcter tímid que el caracteritzava, no aconseguia transmetre entusiasme sobre el seu descobriment, tot i que continuà treballant-hi durant molt de temps, fins que el 1934 l'abandonà per dedicar-se a les sulfamides. La primera demostració que la penicil·lina era útil per la medicina la dugué a terme el 1930 el patòleg anglès Cecil George Paine, antic alumne de Fleming, que intentà tractar la sicosi sense èxit, probablement perquè no administrà el medicament amb prou profunditat. Tanmateix, aconseguí reeixir aplicant el filtratge a nounats per al tractament de l'oftàlmia neonatal, aconseguint la seva primera cura el 25 de novembre del 1930, en un adult i tres bebès. Tot i que aquests resultats no foren publicats, influïren en Howard Walter Florey, que fou company de Payne a la Universitat de Sheffield.
Entre el 1928 i el 1938, Florey s'interessà primerament pel lisozim, i després pel segon descobriment de Fleming. A diferència d'aquest últim, que gairebé no tenia personal, formà un gran equip amb personalitats del calibre de Chain, Leslie Falk, Norman Heatley i fins a vint-i-dos altres col·laboradors, entre investigadors i tècnics, amb una gran quantitat de medis a l'escola de patologia Sir William Dunn d'Oxford, tot i que, segons Florey, no pel seu potencial farmacèutic, sinó per pur interès científic. La seva capacitat de processament superava els 500 litres de cultiu setmanals.
La purificació de la penicil·lina es produí el 1939, pel bioquímic Heatley, utilitzant grans quantitats de filtrat mitjançant un sistema a contracorrent i extracció líquid-líquid per amil acetat. Edward Abraham acabà d'eliminar la resta d'impureses per cromatografia en columna d'alúmina. Posteriorment es provà la substància en ratolins infectats amb estreptococs. El metge català Josep Trueta, que s'havia exiliat al Regne Unit i treballava aleshores en el laboratori de Florey, va ser testimoni d'aquell primer assaig de la penicil·lina i en les seves memòries va aclarir quina n'havia estat la seva participació: «S’ha dit que jo vaig ser qui va donar la primera injecció de penicil·lina, però això, en realitat, no és cert. El que jo vaig fer és subjectar el ratolí mentre el meu col·lega John Barnes clavava l’agulla». El primer ésser humà tractat amb penicil·lina purificada fou Albert Alexander un agent de policia que desenvolupà una sèpsia a causa de la infecció d'una ferida que féu en punxar-se amb un roser al jardí de casa seva. La infecció es generarlitzà i se li formaren alguns abscessos en el cap que feren necessària l'extirpació d'un ull. A l'Hospital John Radcliffe, era a punt de morir quan, el 12 de febrer del 1941 li administraren penicil·lina. Malauradament, quan s'hagué d'aturar el tractament perquè no es van esgotar les reserves de penicil·lina sintetitzada, la infecció tornà a escampar-se i el pacient morí.
Les primeres companyies que s'interessaren per la patent foren Glaxo i Kemball Bishop.

### Desenvolupament de la producció industrial i altres penicil·lines

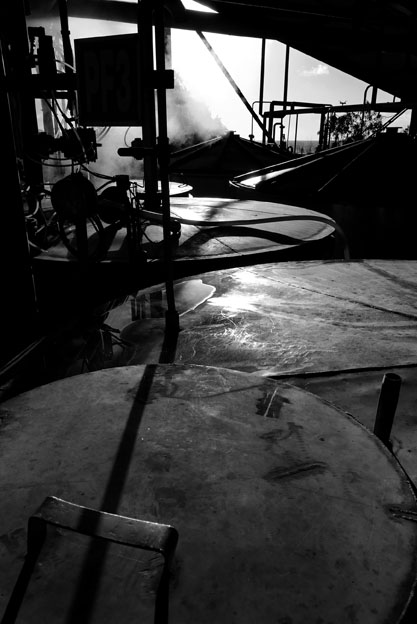
Cobert de fermentació, semblant als calders en què es preparà per primera vegada la producció massiva de penicil·lina submergida, a Illinois (Estats Units).

A partir de les investigacions de Florey el 1939 i de Heatley el 1941, la producció industrial de penicil·lina a Europa es trobà en dificultats econòmiques a causa de l'inici de la Segona Guerra Mundial. Els científics britànics cercaren ajut als Estats Units, especialment als laboratoris de Peoria (Illinois), on els seus científics treballaven en mètodes de fermentació per accelerar el creixement de cultius de fongs. El 9 de juliol del 1941, Florey i Heatley marxaren de la Universitat d'Oxford cap als Estats Units amb una petita quantitat de penicil·lina. Bombejaren aire dins d'enormes cubetes plenes de blat de moro fermentat amb altres ingredients i additius clau, que demostrà poder generar ràpidament grans quantitats de penicil·lina en comparació amb els mètodes antics de creixement sobre superfícies planes. La soca de Penicillium que tingué el millor rendiment no fou la importada pels científics britànics, sinó una soca que creixia sobre un meló en un dels mercats de Peoria, millorant la quantitat de producció en les condicions immerses de la nova tècnica del laboratori estatunidenc, aproximadament 70-80 unitats de penicil·lina per mil·lilitre de cultiu.
El 26 de novembre del 1941, Heatley i Andrew J. Moyer, l'expert del laboratori de Peoria, aconseguiren millorar deu vegades la producció de penicil·lina. Amb l'augment de la quantitat de penicil·lina, també baixà el preu d'una dosi. Del seu preu incalculable del 1940, el preu de la penicil·lina baixà a 20 $ per dosi el juliol del 1943, i encara més, a 0,55 $ per dosi, el 1946. A conseqüència d'això, els laboratoris de Gran Bretanya (1999) i Peoria (2001) foren designats com a Monument Químic Històric Internacional (International Historic Chemical Landmark).

### Penicil·lines sintètiques
Una de les diverses formes de penicil·lina produïdes de manera natural és la benzilpenicil·lina o penicil·lina G, l'única que s'utilitza clínicament. S'hi associaren la procaïna i la benzatina per perllongar-ne la presència a l'organisme, obtenint les suspensions de benzilpenicil·lina + procaïna i benzilpenicil·lina benzatina, que només es poden administrar per via intramuscular.
Més endavant, es modificà la molècula de penicil·lina G per elaborar penicil·lines sintètiques, com la penicil·lina V, que es poden administrar per via oral, sent capaces de resistir la hidròlisi àcida de l'estómac. Tanmateix, l'espectre d'acció relativament reduït de la penicil·lina V feu que se sintetitzessin derivats amb efectes sobre una gamma més àmplia d'agents infecciosos. El primer pas fou el desenvolupament de l'ampicil·lina, efectiva contra patògens grampositius i gramnegatius, que a més resultà bastant fàcil d'adquirir. Un altre avenç fou el desenvolupament de la flucloxacil·lina, utilitzada contra bacteris productors de β-lactamasa com els estafilococs. Actualment existeixen nombrosos derivats sintètics de la penicil·lina, com la cloxacil·lina i l'amoxicil·lina, que s'administren per via oral i de les quals existeix un abús de consum en la societat en general per l'autotractament d'infeccions lleus víriques que no requereixen teràpia antibiòtica. Això ha provocat un elevat percentatge de resistèntia bacteriana a les penicil·lines i ha dut a la ineficàcia dels beta-lactàmics en algunes infeccions greus.
Les penicil·lines han estat àmpliament utilitzades en el camp de la veterinària des del 1950, quan començaren a ser afegides com a additius al pinso, a causa de la seva eficàcia a l'hora de reduir la mortalitat i la morbiditat davant d'infeccions clíniques, així com l'augment de la taxa d'engreix. De fet, l'amoxicil·lina fou descrita el 1976 com una penicil·lina per ús veterinari. S'ha suggerit una relació entre aquest ús i la selecció de soques resistents amb capacitat d'infectar els humans. Tanmateix, tot i que alguns antibiòtics s'apliquen en ambdós camps, la majoria de resistències en els humans tenen el seu origen en una mala pràctica mèdica.

## Estructura química

Estructura molecular del nucli de les penicil·lines. Es mostra l'anell 6-aminopenicil·lànic consistent en un anell β-lactàmic (a l'esquerra, amb un N) i un altre tiazolidínic (a la dreta, amb un S).

Les penicil·lines pertanyen a una família de compostos químics amb una estructura química peculiar que li confereix una activitat característica contra un grup determinat de bacteris. Tot i que existeixen diferents variants, l'estructura química essencial de la penicil·lina va ser descoberta per Dorothy Crowfoot Hodgkin entre 1942 i 1945. La majoria de les penicil·lines posseeixen com a nucli químic l'anell 6-aminopenicil·lànic i difereixen entre si segons la cadena lateral ancorada al seu grup amino. Aquest nucli 6-aminopenicil·lànic o nucli penam consta, al seu torn, d'un anell tiazolidínic (un anell iminofnílic dels tiazoles) enllaçat a un anell de β-lactama; aquest últim, aparentment essencial per a l'activitat antimicrobiana del compost, és hidrolitzat mitjançant penicil·linases (enzims tipus β-lactamases) pels bacteris resistents a les penicil·lines.
A més del nitrogen i del sofre de l'anell tiazolidínic i β-lactàmic, la penicil·lina té les següents agrupacions: 
- Un grup carboxil en la posició 2.
- Un radical 2-metil en la posició 3.
- Un grup amino en la posició 6, amb diferents derivats del grup acil com a possibles substituents, que són els responsables de les diverses característiques de les diferents penicil·lines.

A la molècula hi ha tres carbonis asimètrics: 
1. El carboni C2, que té una configuració absoluta S (sentit contrari a les agulles del rellotge).
2. Els carbonis C5 i C6, que tenen una configuració absoluta R, presentant cada un els seus hidrògens isomeria cis entre ells.

### Propietats
La penicil·lina natural o penicil·lina G és cristal·lina, totalment soluble en aigua, solucions salines i dextroses isotòniques. El radical R, és el responsable de la sensibilitat a la hidròlisi per part de les β-lactamases, de l'enllaç a proteïnes transportadores i del vincle amb les proteïnes bacterianes PBP que transporten la penicil·lina dins de la cèl·lula. A més, se li associa a la penicil·lina un dipèptid cisteïna-valina, fent que tingui l'ideal d'afinitat per l'enzim bacterià transpeptidasa, el qual no es troba en el cos humà i que permet la síntesi del peptidoglicà.
Hi ha una analogia estructural entre la penicil·lina i el dipèptid D-alanil-D-alanina terminal associat a les unitats de peptidoglicà que apareixen durant la formació de la paret cel·lular de certs bacteris (procés de transpeptidació). El nucleòfil O(-) serina de la transpeptidasa ataca els grups carbonils dels ß-lactàmics, com la penicil·lina, per aquesta analogia al seu substrat D-Ala-D-Ala, el dipèptid abans esmentat. D'aquesta manera, unint-se covalentment als residus de serina del lloc actiu de l'enzim en forma de complex penicil·loil, la penicil·lina inhibeix a la transpeptidasa bacteriana.

### Al·lèrgens
Els metabòlits que deriven de la molècula intacta de la penicil·lina actuen com haptens i es tornen immunitaris actius a través de la seva unió de tipus covalent, amb les proteïnes endògenes en el cos, preferentment per atacs als grups amino de la lisina d'aquestes proteïnes transportadores, podent induir així una reacció d'hipersensibilitat. L'intermediari antigènic de les penicil·lines és l'àcid penicil·loil que es forma en obrir-se l'anell β-lactàmic. El 95% de la droga unida als teixits apareix en aquesta forma. Aquest àcid, conjugat amb un transportador proteic immunogènic és un dels agents més utilitzats en les proves cutànies per determinar si un pacient és al·lèrgic a la penicil·lina. Altres determinants menys freqüents, que inclouen al benzilpenicil·loat i l'amina-benzilpenicil·loil són productes que es formen in vivo i poden també trobar-se en les solucions de penicil·lina preparades per a la seva administració comercial, que poden induir una reacció d'hipersensibilitat.

## Classificació
| Naturals                                     | Resistents a l'àcid                                                                   | Antiestafilococs | Antiestafilococs                                                                             | Gramnegatius          | Gramnegatius |
| -------------------------------------------- | ------------------------------------------------------------------------------------- | ---------------- | -------------------------------------------------------------------------------------------- | --------------------- | ------------ |
| Penicil·lina G (benzilpenicil·lina)          | Penicil·lina V                                                                        | Meticil·lina     | Isoxazolilopenicil·lines: - Cloxacil·lina - Dicloxacil·lina - Flucloxacil·lina - Oxacil·lina | Temocil·lina          |              |
| Penicil·lina G Procaïna                      | Feneticil·lina                                                                        | Nafcil·lina      | Isoxazolilopenicil·lines: - Cloxacil·lina - Dicloxacil·lina - Flucloxacil·lina - Oxacil·lina |                       |              |
| Penicil·lina G benzatina                     | Propicil·lina                                                                         |                  |                                                                                              |                       |              |
| Aminopenicil·lines                           | Aminopenicil·lines                                                                    | Antipseudomones  | Antipseudomones                                                                              | Amidinopenicil·lines  |              |
| Amoxicil·lina                                | Ampicil·lina: - Becampicil·lina - Metampicil·lina - Pivampicil·lina - Talampicil·lina | Ticarcil·lina    | Carbenicil·lina: - Carfecil·lina - Carindacil·lina                                           | Mecil·linam           |              |
| Hetacil·lina                                 | Ampicil·lina: - Becampicil·lina - Metampicil·lina - Pivampicil·lina - Talampicil·lina | Apalcil·lina     | Carbenicil·lina: - Carfecil·lina - Carindacil·lina                                           | Pivmecil·linam        |              |
| Espicil·lina                                 | Ciclacil·lina                                                                         | Azlocil·lina     | Mezlocil·lina                                                                                |                       |              |
| Estructura tridimensional de la penicil·lina | Bencilpenicil·lina                                                                    | Amoxicil·lina    | Flucloxacil·lina                                                                             | Una aminopenicil·lina |              |
| Nucli comú                                   | Benzilpenicil·lina                                                                    | Amoxicil·lina    | Flucloxacil·lina                                                                             | Una aminopenicil·lina |              |

Les penicil·lines es classifiquen en dos grups, naturals i semisintètiques, i en cada un d'ells hi ha compostos relativament resistents al suc gàstric i, per tant, es poden administrar per via oral com per exemple, la penicil·lina V, la dicloxacil·lina i l'amoxicil·lina.
El terme penicil·lina s'usa sovint, en sentit genèric, per a qualsevol de les variants que deriven de la penicil·lina, en especial, la benzilpenicil·lina. Aquestes tenen la major activitat contra organismes grampositius, cocs gramnegatius i organismes anaerobis que no produeixen β-lactamasa. No obstant això, presenten una baixa activitat contra bacils gramnegatius. Tots són susceptibles a la hidròlisi per β-lactamases. La penicil·lamina, un metabòlit de la penicil·lina i anàleg de l'aminoàcid cisteïna, és efectiu per a l'alleugeriment de l'artritis reumatoide reduint la velocitat d'aparició de nous danys a articulacions, encara que poques vegades és receptat per la seva elevada toxicitat. També hi ha al mercat penicil·lines sintètiques, com la ticarcil·lina, la mezlocil·lina i la piperacil·lina.

### Penicil·lines naturals i biosintètiques
Les penicil·lines naturals són aquelles generades sense intervenció biotecnològica. Entre elles destaquen la benzilpenicil·lina, com a producte final d'interès terapèutic, i els intermediaris aïllables com la isopenicil·lina N o la penicil·lina N. Les biosintètiques, en canvi, es produeixen mitjançant l'addició de determinats compostos en el medi de cultiu del bioreactor emprat durant la seva producció, és a dir, sense que tingui lloc un aïllament i una modificació química ex vivo. Entre les biosintètiques destaquen: la fenoximetilpenicil·lina, l'alilmercaptometilpenicil·lina i, de nou, la benzilpenicil·lina (ja que és possible induir la seva síntesi aplicant certs precursors en el fermentador).

#### Benzilpenicil·lina o penicil·lina G

Estructura química de la
benzilpenicil·lina.

La benzilpenicil·lina, comunament coneguda com a penicil·lina G, és l'estàndard de les penicil·lines. En general s'administra per via parenteral (intravenosa, intratecal o intramuscular), perquè tendeix a perdre estabilitat amb el sucs gàstrics de l'estómac. Com que s'administra per injecció, es poden aconseguir majors concentracions del medicament en els teixits que amb la penicil·lina V o fenoximetilpenicil·lina. Aquestes grans concentracions es tradueixen en una major eficàcia antibacteriana. Els avantatges de la penicil·lina G són el seu baix cost, la seva fàcil administració, la seva excel·lent penetració en els teixits i el seu índex terapèutic favorable. En contrast, els desavantatges són la seva degradació per l'àcid gàstric, la seva destrucció per les β-lactamases bacterianes i la seva associació amb el desenvolupament de reacció adversa en prop del 10% dels pacients. Les indicacions específiques de la penicil·lina G inclouen: cel·lulitis, endocarditis bacteriana, gonorrea, meningitis, pneumònia per aspiració, abscés pulmonar, pneumònia adquirida a la comunitat, sífilis i sèpsia en nens.
Benzilpenicil·lina procaïna
La benzilpenicil·lina procaïna (DCI), coneguda també com a penicil·lina G procaïna, és una combinació de la penicil·lina G amb un anestèsic local, la procaïna. Aquesta combinació té com a finalitat reduir el dolor i la incomoditat associada amb la voluminosa injecció intramuscular de la penicil·lina. Després de l'administració d'una injecció intramuscular, el fàrmac s'absorbeix lentament a la circulació i s'hidrolitza a benzilpenicil·lina. Per això, és administrada quan es desitja que les seves concentracions siguin baixes però prolongades. Aquest antibiòtic és molt utilitzat en veterinària.
La penicil·lina procaïna s'indica per a totes les infeccions locals greus per estreptococs, bacteris anaerobis, pneumococs i gonococs, sífilis, àntrax (com coadjuvant), otitis mitjana aguda purulenta, mastoïditis aguda, amigdalitis aguda per estreptococ hemolític del grup A, pneumònia pneumocòccica, abscés peritonsilar i submandibular i gonorrea. Les indicacions específiques de la procaïna penicil·lina inclouen: sífilis,[I] infeccions de l'aparell respiratori on el pacient no compleix el seu tractament oral, cel·lulitis i erisipela.
En el passat s'usava per al tractament de la gonorrea genitourinària. No obstant això, el bacteri Neisseria gonorrhoeae freqüentment produeix β-lactamases i ha arribat a desenvolupar resistència a la penicil·lina, de manera que s'ha reemplaçat per ceftriaxona. També es feia servir per al tractament de la pneumònia pneumocòccica no complicada, però el sorgiment del segle neumoniae penicil·lina-resistent en alguns països ha limitat el seu ús.
Benzilpenicil·lina benzatínica
La benzilpenicil·lina benzatínica o penicil·lina G benzatínica (DCI), és una combinació amb benzatina que s'absorbeix lentament en la circulació sanguínia després d'una injecció intramuscular i després s'hidrolitza a benzilpenicil·lina. És la primera opció quan cal una concentració baixa de benzilpenicil·lina, permetent una acció prolongada de l'antibiòtic per més de 2-4 setmanes per cada injecció. L'administració de penicil·lina G benzatina o benzetacil·lina la pot presentar ocasionalment una reacció al·lèrgica anafilàctica en pacients hipersensibles. La penicil·lina G sòdica és administrada en casos de diftèria, d'infeccions de l'aparell respiratori o de l'aparell genital i en certes infeccions produïdes per gramnegatius, com la meningitis i l'endocarditis. Pot causar urticària, pruïja i, molt poques vegades, xoc anafilàctic.
Les indicacions específiques de la benzilpenicil·lina benzatina inclouen: profilaxi de la febre reumàtica i sífilis en fase primerenca o latent.

#### Fenoximetilpenicil·lina o penicil·lina V

Estructura química de la fenoximetilpenicil·lina.

La fenoximetilpenicil·lina, comunament anomenada penicil·lina V, és l'única penicil·lina activa per via oral. Té una activitat menor que la benzilpenicil·lina, de manera que s'administra quan no cal assolir concentracions elevades en els teixits.
Amb la penicil·lina oral V, l'espectre és pràcticament igual al de la penicil·lina G: estreptococs, pneumococs i Neisseria, alguns anaerobis i estafilococs no productors de penicil·linasa. No és inactivada pel suc gàstric, aconseguint en poc temps concentracions adequades de penicil·lina en teixits i plasma sanguini. L'absorció no està influïda pels àpats. Les indicacions específiques per a la penicil·lina V inclouen: 40 infeccions causades per Streptococcus pyogenes (com l'amigdalitis, la faringitis i infeccions de la pell), profilaxi de la febre reumàtica i gingivitis moderada o severa (juntament amb metronidazole).
La penicil·lina V és la primera opció en el tractament d'infeccions odontològiques. Ocasionalment pot causar diarrees que no solen requerir suspensió de la teràpia. Rares vegades produeix reaccions al·lèrgiques severes i solen ser més lleus que amb penicil·lina parenteral.

### Penicil·lines semisintètiques
Les penicil·lines semisintètiques són aquelles generades mitjançant l'aïllament d'un intermediari estable durant una producció microbiològica industrial (fermentació en bioreactors) continuada per la modificació química o enzimàtica del compost aïllat. Es divideixen segons la seva acció antibacteriana en cinc grups: resistents a β-lactamases, aminopenicil·lines, antipseudomones, amidinopenicil·lina i resistents a β-lactamases (Gramnegatius).

#### Resistents a β-lactamases

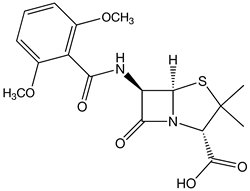
Estructura química de la meticil·lina.

El seu ús és principalment en infeccions per estafilococs productors de β-lactamases, com l'Staphylococcus aureus. També presenten activitat, encara que reduïda, davant estreptococs, però no en tenen davant d'enterococs.
- La meticil·lina és una penicil·lina d'espectre reduït desenvolupada per la farmacèutica Beecham el 1959. Quan es va desenvolupar, era especialment activa contra grampositius productors de β-lactamases com Staphylococcus aureus, si bé el desenvolupament de resistència per part d'aquests últims (Staphylococcus aureus resistent a meticil·lina (SAMR)) impedeix actualment el seu ús clínic.
- Posteriorment van aparèixer l'oxacil·lina i la nafcil·lina per a ús parenteral, i dos drogues per a ús oral, la cloxacil·lina i la dicloxacil·lina.

#### Aminopenicil·lines
El seu espectre d'acció és molt gran, però són sensibles a les β-lactamases. S'administren en casos d'infeccions respiratòries de les vies altes per estreptococs (sobretot, S. pyogenes i S. pneumoniae) i per soques de Haemophilus influenzae, infeccions urinàries per certes enterobacteris (com Escherichia coli i diverses infeccions generades per Streptococcus faecalis, Salmonella spp., Shigella spp. i Listeria monocytogenes).

Estructura química de l'ampicil·lina.

- L'ampicil·lina és l'epímer D (-) de l'aminopenicil·lina, un β-lactàmic amb un grup fenil. Es va desenvolupar en els laboratoris Beecham (actual GlaxoSmithKline) com a resposta a la necessitat de trobar derivats de la penicil·lina de major espectre, donada l'aparició de soques resistents. El 1959 es va descobrir que l'epímer D (-) de l'aminopenicil·lina amb un grup fenil era el més actiu dels derivats sintetitzats. Administrada oralment, l'ampicil·lina és absorbida, s'uneix parcialment a proteïnes plasmàtiques (15 a 25%) i és biodisponible en un 40%. S'excreta principalment pel ronyó.
- La pivampicil·lina és un ester metilat de l'ampicil·lina, administrada en forma de pro-droga,[47] la qual cosa potencia la biodisponibilitat del medicament, donada la seva major liposolubilitat.[48] En medicina és indicat per al tractament de pacients, especialment ancians, amb infeccions agudes de les vies aèries inferiors, com la pneumònia i la bronquitis.[49]
- L'amoxicil·lina és una aminopenicil·lina d'ampli espectre. Com a estratègia per potenciar la resistència a les β-lactamases, es presenta acompanyada d'àcid clavulànic. És indicada per al tractament d'un gran nombre d'infeccions, incloent-hi les del tracte respiratori, digestiu, genitourinari, sistema nerviós, així com en estomatologia i durant l'erradicació d'Helicobacter pylori en casos d'úlcera pèptica.

#### Antipseudomòniques
Aquestes penicil·lines són d'ampli espectre perquè la seva cobertura d'acció comprèn grampositius, gramnegatius i anaerobis. Dins d'aquest grup hi ha dos subgrups, les carboxipenicil·lines i les ureidopenicil·lines, atenent a la seva eficàcia davant les pseudomones.

##### Carboxipenicil·lines

Estructura química de la ticarcil·lina.

Van ser desenvolupades per ampliar l'espectre dels bacteris gramnegatius coberts per penicil·lines, com ara infeccions nosocomials causades per Pseudomonas aeruginosa. Inicialment es va produir la carbenicil·lina per substitució del grup amino per un grup carboxil en l'ampicil·lina i posteriorment algunes substitucions en la carbenicil·lina permetré desenvolupar la ticarcil·lina.
Presenten el mateix espectre d'acció que les aminopenicil·lines, però ampliat amb pseudomones i B. fragilis.
- La ticarcil·lina és una carboxipenicil·lina emprada en el tractament d'infeccions causades per gramnegatius, especialment de Pseudomonas aeruginosa, incloent-hi casos de pneumònia, infeccions dels: ossos, estómac, pell, articulacions, sang, ginecològiques i de les vies urinàries. La combinació d'un aminoglicòsid amb carbenicilina o ticarcil·lina ha estat utilitzada en el tractament d'infeccions severes per Pseudomones. Com a estratègia per potenciar la resistència a les β-lactamases, es presenta acompanyada d'àcid clavulànic.[51]
- Actualment, la carbenicil·lina no es fabrica als Estats Units i s'ha substituït el seu ús per la ticarcil·lina, la qual té menys efectes adversos i és més eficaç enfront de Pseudomonas aeruginosa.[52]

##### Ureidopenicil·lines
Es crearen derivades de la molècula d'ampicil·lina per ampliar encara més l'espectre contra els bacteris gramnegatius i les Pseudomonas. Les ureidopenicil·lines penetren bé en els teixits, incloent-hi el líquid cefalorraquidi en pacients amb meninges inflamades, i nivells adequats en os per al tractament d'osteomielitis. Igual que les carboxipenicil·lines, estan associades a hipopotassèmia, hipernatremia i disfunció plaquetària. En aquest grup de penicil·lines hi ha la mezlocil·lina, l'azlocil·lina i la piperacil·lina.

#### Amidinopenicil·lines
Presenten gran eficàcia davant de gramnegatius, però escassa davant cocs grampositius, per la seva estructura química, la 6-amidinopenicil·lina.
- El mecil·linam actua molt bé davant d'enterobacteris. La causa del seu èxit davant els gramnegatius es deu a la producció d'esferoplasts per la seva afinitat a la PBP2 i al seu efecte sinèrgic al costat d'altres β-lactàmics.[53] No obstant això, el mecil·linam no és capaç d'actuar davant de bacteris productors de β-lactamases ni davant H. influenzae, P. aeruginosa ni B. fragilis. La seva utilització està indicada en el cas d'infeccions urinàries per enterobacteris, i també en la febre tifoide i la salmonel·losis septicèmica.[53]
- El pivmecil·linam és l'èster del mecil·linam i és indicada en els mateixos casos, encara que presenta un avantatge quant a l'administració. A diferència de l'anterior amidinopenicil·lina, aquesta es pot administrar per via oral, hidrolitzats després a mecil·linam.[54]

#### Resistents a β-lactamases de gramnegatius
El representant del grup és la temocil·lina, el qual només és útil davant enterobacteris, Haemophilus spp., i Neisseria gonorrhoeae. Els bacteris grampositius, anaerobis i Pseudomonas spp. són resistents a la seva acció.

## Mecanisme d'acció
La penicil·lina, com la resta de beta-lactàmics, exerceix una acció bactericida per alterar la paret cel·lular bacteriana, estructura que no existeix en les cèl·lules humanes. La paret bacteriana es troba per fora de la membrana citoplasmàtica i confereix als bacteris la resistència necessària per suportar, sense trencar-se, l'elevada pressió osmòtica que existeix en el seu interior. A més, la paret bacteriana és indispensable per a:
- La divisió cel·lular bacteriana
- Els processos de transport de substàncies als que limita per les seves característiques de permeabilitat.
- La capacitat patògena i antigènica dels bacteris, ja que contenen endotoxines bacterianes.

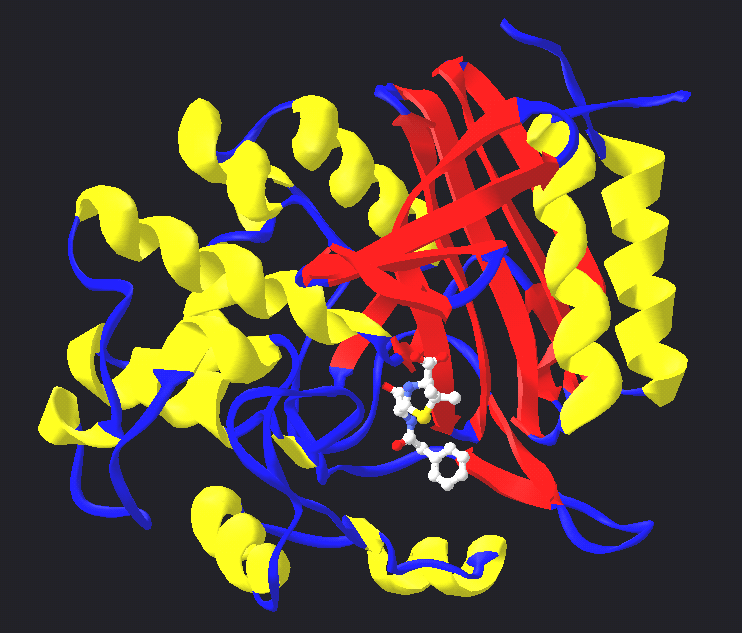
Penicil·lina (en blanc) unida a una transpeptidasa bacteriana. La penicil·lina és tan semblant a l'enzim bacteriana que s'acobla amb ella de manera que impedeix que l'enzim connecti tots els seus components estructurals.

Hi ha importants diferències en l'estructura de la paret entre els bacteris grampositius i gramnegatius, de les que cal destacar la major complexitat i contingut en lípids en els gramnegatius.
L'acció de la penicil·lina, i en general dels β-lactàmics, es desenvolupa fonamentalment en l'última fase de la síntesi del peptidoglicà de la paret cel·lular, unint-se a un enzim transpeptidasa anomenat proteïna fixadora de la penicil·lina, responsable de produir una sèrie d'enllaços creuats entre les cadenes de pèptids. La formació d'aquests enllaços o ponts és la que confereix, precisament, la major rigidesa a la paret bacteriana. Per tant, els β-lactàmics com la penicil·lina inhibeixen la síntesi del peptidoglicà indispensable per la formació de la paret cel·lular bacteriana. Els bacteris sense la seva paret cel·lular moren o són més fàcilment fagocitats pels granulòcits.
Aquesta inhibició produeix una acumulació dels precursors del peptidoglicà, els quals produeixen una activació d'enzims com hidrolases i autolisines que digereixen, més encara, el romanent de peptidoglicà en el bacteri. En perdre la seva paret cel·lular a conseqüència de l'acció de la penicil·lina, els bacteris grampositius són anomenats protoplasts, mentre que les gramnegatius, que no arriben a perdre tota la seva paret cel·lular, reben el nom d'esferoplasts.
La penicil·lina mostra un efecte sinèrgic amb els aminoglucòsids, ja que la inhibició de la síntesi del peptidoglicà permet que els aminoglucòsids penetrin la paret cel·lular amb més facilitat, permetent així trastorns en la síntesi de proteïnes dins de la cèl·lula bacteriana (fet que resulta en una concentració menor d'antibiòtic que la requerida per eliminar el microorganisme susceptible).

## Ús clínic

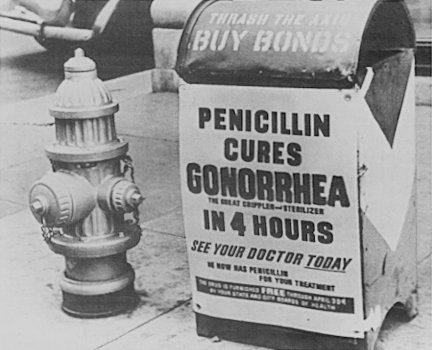
Durant la Segona Guerra Mundial, les autoritats sanitàries anunciaven la penicil·lina com a cura per a les malalties venèries.

Inicialment, després de la comercialització de la penicil·lina natural en la dècada de 1940, la majoria dels bacteris eren sensibles a ella, fins i tot Mycobacterium tuberculosis. Però a causa de l'ús i abús d'aquesta substància molts bacteris es tornaren resistents, no obstant continuava sent efectiu en algunes soques de Streptococcus sp., Staphylococcus sp., Neisseria sp., Clostridium sp., Listeria monocytogenes, Haemophilus sp., Bacteroides sp., Escherichia coli, Proteus mirabilis, Klebsiella i Enterobacter.
La penicil·lina és indicada, per exemple, en pacients embarassades, a terme o no, com a mesura profilàctica quan se sospita en elles un alt risc d'infecció per estreptococ del grup B.
La penicil·lina V potàssica s'indica per tractar certes formes de pneumònia bacteriana, l'escarlatina, i les infeccions en orelles, pell i gola. També s'usa per a prevenir la febre reumàtica recurrent i la corea infecciosa. En forma injectable, la penicil·lina V s'usa en certes infeccions bacterianes dels ossos, estómac, articulacions, sang, meningitis i de les vàlvules del cor.
El tractament inicial d'una bacterièmia (presència de bacteris en sang que ocasiona febre alta, confusió, estupor i mort en tot just 12 hores), es porta a terme amb l'administració de penicil·lines semisintètiques com la nafcil·lina o la metacil·lina intravenoses, si el pacient no és al·lèrgic o la infecció és causada per bacteris sensibles.
La borreliosi, transmesa per les paparres i que pot cursar sense tractament per diverses setmanes o mesos causant símptomes neurològics o cardíacs, és una malaltia que pot ser tractada amb penicil·lina oral o amoxicil·lina, especialment en nens. En els estadis avançats se sol administrar penicil·lina intravenosa de 2 a 4 setmanes.
Els antibiòtics de preferència en el tractament del tètanus també són les penicil·lines a altes dosis.

### Aplicació veterinària
La penicil·lina G s'administra en preparats injectables per al tractament d'infeccions per organismes susceptibles en múltiples espècies veterinàries, incloent-hi gossos, gats, fures domèstics, conills, eriçons i aus. La penicil·lina G sola o combinada s'ha fet servir amb èxit per tractar braves amb mastitis. Certes espècies, incloent-hi serps, ocells, tortugues, conillets d'índies i xinxilles, han mostrat sensibilitat a la penicil·lina procaïna.

### Implicacions clíniques
La penicil·lina va iniciar l'era dels antibiòtics, portant la cura de malalties comunes com la tuberculosi i la sífilis, fent que les intervencions quirúrgiques fossin menys arriscades i que la medicina de les infeccions fos més fiable. Abans dels anys 1930, persones adultes i nens morien en grans quantitats per infeccions bacterianes com la pneumònia i la febre reumàtica, des dels més pobres fins als més rics. El 1924, el fill del president nord-americà Calvin Coolidge, un jove de 16 anys, va morir per una septicèmia originada en una ferida d'un peu per les seves sabatilles de tenis. Tot i que la prevenció, les vacunes i altres mesures epidemiològiques van portar l'erradicació de certes malalties, la penicil·lina per si sola ha salvat més vides des de la seva introducció al mercat que cap altre medicament. Però el mal ús de la penicil·lina ha portat, al seu torn, resistències en organismes fulminants com Staphylococcus i Clostridium. Fleming, durant el seu discurs d'acceptació del premi Nobel pel seu descobriment, va dir:
| «                   | El temps vindrà quan la penicil·lina pugui ser comprada per qualsevol en les botigues. I després hi ha el perill que l'home ignorant utilitzi sovint infradosis i, en exposar els seus microbis a quantitats no letals de la droga, els torni resistents. | » |
| — Alexander Fleming | |   |

## Farmacologia
Atès que la majoria de les penicil·lines són destruïdes pel suc gàstric, l'absorció per via oral no és bona i per això han de ser administrades parenteralment. La penicil·lina s'absorbeix ràpidament tant amb l'administració intramuscular com subcutània. Els nivells sanguinis seguits de l'administració parenteral són elevats però transitoris. La toxicitat oral (LD50), és a dir, la dosi letal en el 50% dels animals d'experimentació és aproximadament de 8900 mg/kg. S'observen certes reaccions neurològiques, incloent-hi convulsions, si la penicil·lina i altres β-lactàmics arriben a assolir concentracions molt elevades en el líquid cefalorraquidi.
La unió a proteïnes sèriques és variable en un rang que va des del 15% per les aminopenicil·lines fins al 97% per a la dicloxacil·lina. La vida mitjana sèrica és curta, aproximadament 30 minuts per penicil·lina G i 60 minuts per penicil·lines d'ampli espectre.
La penicil·lina és eliminada pels ronyons, de manera que una disminució o inhibició de la secreció tubular renal pot augmentar la concentració i l'efecte terapèutic de la penicil·lina. Les dosis han de ser reconsiderades en pacients amb insuficiència renal o que estiguin prenent altres fàrmacs com el probenecid, usat en pacients que requereixin concentracions particularment elevades de penicil·lina.
Les penicil·lines no són metabolitzades o només mínimament metabolitzades i excretades principalment pels ronyons a través de la filtració glomerular (10%) i la secreció tubular (90%). El probenecid bloqueja l'excreció renal i així causa un augment dels nivells sèrics de la penicil·lina. Aquests antibiòtics (excepte les penicil·lines penicilinasa resistents) poden ser eliminats de l'organisme per diàlisi peritoneal i hemodiàlisi. En pacients amb disfunció renal severa són necessaris ajustaments en les dosis diàries per prevenir nivells excessius i la consegüent toxicitat.

### Unitats
L'acció de la penicil·lina G es va definir inicialment en unitats. Per exemple, la penicil·lina G sòdica cristal conté aproximadament 1.600 unitats/mg (1 unitat = 0,6 mg, 1 milió d'unitats de penicil·lina = 0,6 g). Les penicil·lines semi-sintètiques es prescriuen per pes en comptes de fer-ho per unitats. La concentració inhibitòria mínima (CIM) de qualsevol penicil·lina (o qualsevol altre antimicrobià), en general ve donat en g/ml. La majoria de les penicil·lines es dispensen en forma de sals de sodi o potassi l'àcid lliure. La penicil·lina G potàssica conté aproximadament 1,7 mEq de K + per cada milió d'unitats de penicil·lina. Les sals de penicil·lina en forma de cristall sec es conserven estables per períodes llargs de temps, arribant diversos anys a 4 °C. Les solucions preparades perden la seva activitat amb rapidesa, unes 24 hores a 20 °C, pel que cada solució ha de ser preparada just abans de la seva administració.

### Reaccions adverses
S'han descrit diversos tipus de reaccions, algunes d'elles fatals, en persones a les quals es va administrar penicil·lina. La penicil·lina i els seus derivats són les causes més freqüents de reaccions dependents de la immunoglobulina E (IgE), tot i que també poden produir immunoglobulines G i M. Les reaccions adverses a la penicil·lina ocorren en ≤ 1% dels pacients que prenen l'antibiòtic. Encara que l'al·lèrgia a la penicil·lina és la forma més freqüent d'al·lèrgia reportada en medicina, menys del 20% de les persones que creuen ser al·lèrgiques veritablement ho són. Entre les reaccions adverses més comunes estan: 
- Reacció d'hipersensibilitat o al·lèrgica: és l'efecte advers més important. Pot ser immediata (2-30 minuts), accelerada (1-72 hores) o tardana (més de 72 hores). La gravetat és variable: des de simples erupcions cutànies passatgeres (urticària o angioedema), fins a xoc anafilàctic, que ocorre en el 0,2% i provoca la mort en el 0,001% dels casos.[43]
- Trastorns gastrointestinals: el més freqüent és la diarrea, ja que la penicil·lina elimina la flora intestinal. També pot provocar nàusees i vòmits.
- Infeccions addicionals, incloent-hi candidiasi.

Entre els efectes secundaris menys freqüents, que es donen en el 0,1-1% dels pacients, estan:
- Augment reversible d'enzims aminotransferases, que sol passar desapercebut.
- Trastorns hematològics: anèmia, neutropènia i trombocitopènia. La penicil·lina pot estimular la producció d'anticossos, principalment IgG i IgM, els quals causen lesions en les cèl·lules sanguínies i ocasionen aquests trastorns hematològics.[57]
- Hipopotassèmia: poc freqüent.
- Nefritis intersticial.
- Encefalopatia: que cursa amb mioclònies, convulsions cròniques i tònic-clòniques d'extremitats que poden acompanyar-se de somnolència, estupor i coma. L'encefalopatia és més freqüent en pacients amb insuficiència renal.[43]

El dolor i la inflamació del lloc d'injecció són també freqüents en les penicil·lines administrades per via parenteral, com la benzilpenicil·lina. Ocasionalment s'ha pogut comprovar que les penicil·lines, així com altres fàrmacs, poden causar necrosis epidèrmica tòxica, pèmfig i eritema multiforme.
Els pacients amb fibrosi quística tenen major probabilitat de patir reaccions adverses a la penicil·lina i els seus derivats. La penicil·lina no ha causat defectes de naixement pel que amb freqüència és receptat a dones embarassades. Les penicil·lines poden creuar la barrera placentària i només han de ser usades en l'embaràs quan sigui absolutament necessari i recomanat sota supervisió mèdica. La penicil·lina pot ser presa durant la lactància, però, petites quantitats de l'antibiòtic poden passar a la llet materna i causar en el lactant indigestió, diarrea o reaccions al·lèrgiques.

#### Al·lèrgia a la penicil·lina
Les reaccions al·lèrgiques a qualsevol dels antibiòtics β-lactàmics poden donar-se en fins a un 10% dels pacients que reben aquests agents. S'ha acceptat en el passat que pot haver fins a un 10% de sensibilitat creuada entre els diferents derivats de la penicil·lina, és a dir, que un 10% dels pacients hipersensibles a un dels medicaments, com les cefalosporines i carbapenemes, també ho serà per als altres derivats de la penicil·lina, per raó que totes tenen un anell β-lactàmic. Això no obstant, descobriments recents han mostrat que no hi ha un augment d'al·lèrgies creuades des de les cefalosporines de segona generació fins a les més recents. Certes investigacions actuals han demostrat que el principal factor en la determinació de reaccions immunitàries és la similitud que hi ha entre les cadenes laterals de les cefalosporines de primera generació i les penicil·lines i no necessàriament entre l'estructura del β-lactàmic comú entre ells. En una revisió d'històries clíniques, es va trobar que l'al·lèrgia a la penicil·lina és més freqüent en les dones que en els homes.
La via d'administració més freqüent amb la qual apareixen aquestes reaccions al·lèrgiques és l'endovenosa, i rarament ocorre quan s'administra per via oral. Per a desenvolupar la reacció es necessita una exposició inicial al medicament o els seus determinants antigènics, per exemple, en ingerir llet o productes d'animals tractats amb penicil·lina, a través de la llet materna o pel contacte amb la droga a l'administrar-la a l'individu.
La majoria dels pacients exposats a la penicil·lina desenvolupen anticossos, però, no manifesten reaccions en exposar novament a ella. Els que desenvolupen reaccions al·lèrgiques associades a l'administració de penicil·lines mostren símptomes que varien àmpliament: anafilaxi, malaltia de la son, anèmia hemolítica, malalties renals, angioedema, urticària, vasculitis entre d'altres, i poden arribar a ocasionar la mort.
Les proves cutànies, com el Pre-pen i el Kremers-Urban, es van dissenyar per a pacients en els quals se sospiten reaccions al·lèrgiques a la penicil·lina per IgE i que s'anticipa seu tractament, com en el cas de pacients amb endocarditis o dones embarassades amb sífilis. Prop del 25% dels pacients amb antecedents d'al·lèrgia a la penicil·lina tindran una prova cutània positiva, mentre que un 6% (del 3 al 10%) amb antecedents negatius presenta una resposta cutània positiva. Altres proves, com la radioalergoadsorció o proves in vitro, no ofereixen avantatges sobre les proves cutànies dutes a terme correctament.
Com és d'esperar, un gran nombre de pacients (d'un 50 a un 100%) amb una prova cutània positiva, produeixen reaccions al·lèrgiques a la penicil·lina de ser administrat l'antibiòtic, mentre que un 0,5% dels pacients amb proves cutànies negatives reaccionen al fàrmac, la qual tendeix a ser una reacció lleu o tardana, després de l'administració de la penicil·lina. Després de diversos anys, fins a un 80% dels pacients perd la sensibilitat anafilàctica i els anticossos IgE.

#### Interaccions medicamentoses
La penicil·lina no ha de ser presa conjuntament amb altres antibiòtics com el cloramfenicol, l'eritromicina, la tetraciclina o la neomicina, entre d'altres, perquè es redueix la seva efectivitat. Se sap que la penicil·lina disminueix l'efecte de les pastilles anticonceptives i que les reaccions secundàries ocorren amb més freqüència en combinar la penicil·lina amb els blocadors ß-adrenèrgics. També interfereix amb l'absorció de l'atenolol, i a grans dosis, la penicil·lina potencia l'efecte dels medicaments anticoagulants.
No es recomana prendre refrescos carbonatats o certs sucs naturals, ja que l'ambient àcid d'aquestes begudes pot destruir la droga. Per això, les penicil·lines orals han de ser ingerides en dejú o unes 2 hores després de dinar. L'amoxicil·lina pot ser administrada amb el menjar.

### Resistència a la penicil·lina
Prop del 25% de les soques de Streptococcus pneumoniae aïllades en pacients amb otitis mitjana són resistents a la penicil·lina i a l'amoxicil·lina, i comparteixen aquesta resistència amb prop del 33% de soques d''Haemophilus influenzae en aquests pacients. D'acord amb publicacions recents, el percentatge d'aïllaments de S. pneumoniae amb susceptibilitat a penicil·lina disminuïda a Xile i a Espanya, per exemple, és del voltant d'un 30% en els pacients menors de 5 anys. En general, les infeccions causades per aquestes soques resistents s'associen a limitacions terapèutiques i un desenllaç desfavorable de la infecció.
L'ús, moltes vegades indiscriminat, d'aquests fàrmacs davant el temor d'una complicació i/o risc de mort del pacient, gairebé sempre sense l'empara del coneixement de l'agent causal de la infecció i el seu comportament davant el tractament aplicat, provoca tal efecte sobre els microorganismes que els porta a desenvolupar una resistència major. Aquest seriós problema ha induït a diversos països a instal·lar polítiques d'ús racional dels antibiòtics, basades en el coneixement dels paràmetres farmacodinàmics i microbiològics d'aquests fàrmacs i corroborades per proves de laboratori que permetin una veritable avaluació de la infecció i del tractament que s'ha d'aplicar.
Després de l'aparició de serioses resistències a la penicil·lina, es van desenvolupar derivats amb major espectre d'acció, així com penicil·lines resistents a la β-lactamasa, com és el cas de la flucloxacil·lina, la dicloxacil·lina i la meticil·lina. No obstant això, aquests fàrmacs són encara ineficaços contra les soques de l'estafilococ resistent a la meticil·lina, tot i que hi ha altres fàrmacs eficaços per tractar la seva infecció.
En general, la resistència a antibiòtics β-lactàmics en qualsevol bacteri es fonamenta en la interacció entre els 
factors següents:
- Permeabilitat de la paret bacteriana a l'antibiòtic.
- Presència, espectre d'acció i afinitat de les proteïnes d'unió a la penicil·lina o PBPs (de l'anglès penicillin binding proteins).[82]
- Existència i eficàcia dels mecanismes d'excreció del compost.
- Afinitat de l'antibiòtic pel lloc actiu de la PBP.

Alguns d'aquests factors estan relacionats amb la ubicació taxonòmica del microorganisme: per exemple, l'estructura de la paret dels bacteris gramnegatius dificulta la permeabilitat l'antibiòtic i, per això, disminueix la seva eficàcia.
Cal destacar l'existència d'enzims que hidrolitzen elements de les penicil·lines disminuint la seva activitat: són les anomenades β-lactamases. En els bacteris gramnegatius, l'enzim es troba en el periplasma, just entre les membranes interna i externa, mentre que els grampositius secreten la β-lactamasa al medi que les envolta. L'enzim pot ser codificada per gens del cromosoma bacterià o per plasmidis. Un dels gens bacterians associat a la producció de β-lactamases és el BlaZ, el qual pot ser localitzat en un plasmidi. L'expressió d'aquest gen està determinada per dos gens reguladors blaR1 i BlaI. Certes evidències fan suposar que l'exposició a la penicil·lina fa que el bacteri activi al gen blaR1, el producte actua com una proteasa activant al gen blaI i permetent la síntesi de l'enzim per blaZ.
La β-lactamasa té major afinitat per l'antibiòtic que el que aquest té per la seva diana. Certs antibiòtics, com la ceftriaxona i la cefatazidima, són estables en presència de β-lactamases codificats i produïts per plasmidis. No obstant això, les codificades i produïdes des dels cromosomes, com en el cas de l'Enterobacter, són enzims que hidrolitzen pràcticament a totes les penicil·lines i cefalosporines.
S'ha determinat que la mala evolució de certes malalties causades per organismes amb susceptibilitat disminuïda a la penicil·lina, com la pneumònia pneumocòccica invasiva en nens, tendeix a ser independent de la susceptibilitat a la penicil·lina del microorganisme. No obstant això, com la resistència a la penicil·lina i altres antibiòtics continua en augment, s'ha estimulat l'interès en nous medicaments amb propietats bactericides en contra d'organismes resistents, drogues com les quinolones, el blanc són els enzims ADN girasa de bacteris gramnegatius i topoisomerasa tipus IV de bacteris grampositius.

## Producció biotecnològica

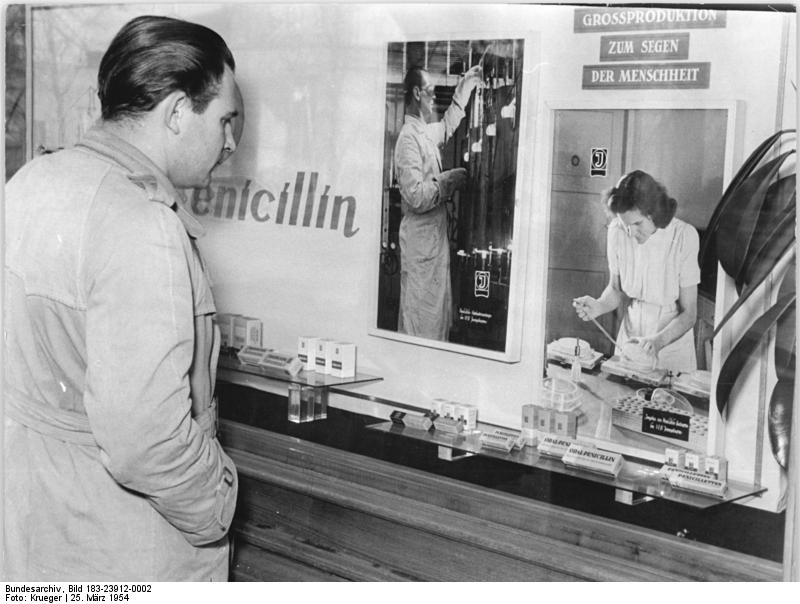
Vitrina de la Farmacia Märkische a Alemanya, 1954 anunciant la producció de penicil·lina.

La producció industrial de penicil·lina va emergir i va florir com a indústria a causa de la Segona Guerra Mundial, especialment per la quantitat de llocs de treball disponibles als Estats Units. El juliol de 1943, es va presentar un pla per distribuir-la en massa a les tropes en el front de batalla d'Europa i, gràcies a això, es van produir 425 milions d'unitats. En aquells dies, el fong es feia créixer sobre una capa prima de cultiu posat en safates o ampolles. Per millorar els requeriments d'espai i dels materials es va desenvolupar un nou mètode comercial de fermentació submergida en calders de 20.000 a més de 100.000 litres de capacitat, fent que es reduïssin els preus de cost i augmentés la producció. Com a conseqüència, el 1945, es van produir més de 646 bilions d'unitats. Per tant, el que era un compost car i difícil d'aïllar és avui una «mercaderia química», és a dir, un compost químicament pur que es compra i ven a gran escala en un mercat competitiu.
El desenvolupament biotecnològic de ceps superproductores ha estat un altre camp de recerca de gran interès. L'aïllat original de Fleming produïa al voltant de 2 u/mL. Els processos empleats a finals de la dècada dels 80 generaven 85.000 u/mL. El desenvolupament dels ceps s'ha basat en:
- L'anàlisi de nombrosos aïllats d'espècies i soques diferents.
- La seva mutagènesi mitjançant raigs X, metilbiscloroetilamina, nitrosoguanidina, radiació ultraviolada d'ona curta i d'altres.
- La recombinació mitjançant cicles parasexuals a P. chrysogenum.
- La fusió de protoplasts.
- Tècniques moleculars de barrejat d'ADN, que permeten l'evolució dirigida de fragments d'ADN mitjançant PCR.

### Biosíntesi i semisíntesi

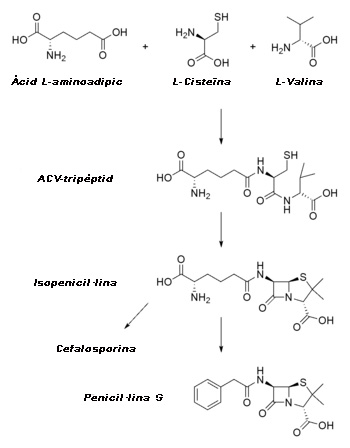
Ruta de biosíntesi de la penicil·lina.

L'estratègia de producció industrial de penicil·lina està lligada al tipus de penicil·lina a sintetitzar. Bàsicament, aquesta varietat rau en la substitució del grup acil de la posició 6 en l'àcid 6-aminopenicil·lànic. Quan la fermentació[II] es produeix sense afegir cap precursor es produeixen les penicil·lines naturals. D'entre elles, només la penicil·lina G és útil terapèuticament i, per tant, és el compost a purificar. D'altra banda, d'afegir altres precursors per a la cadena lateral, el control de la reacció millora i és possible produir el compost desitjat amb una alta especificitat. Aquesta estratègia dona lloc a les penicil·lines biosintètiques, com la penicil·lina V o la penicil·lina O (en petites quantitats). L'aproximació al problema més emprada, però, passa per la modificació química del compost obtingut mitjançant la fermentació, que permet obtenir una gran diversitat de penicil·lines semisintètiques.
La generació de penicil·lines semisintètiques requereix la producció, mitjançant fermentació, de penicil·lina G (en alguns casos penicil·lina V), compost que es converteix en àcid 6-aminopenicil·lànic mitjançant una transformació química, o, més freqüentment, enzimàtica. Aquest compost és després modificat mitjançant l'enzim penicil·lina acilasa de manera que s'afegeixi la cadena lateral desitjada a la posició 6, el que dona lloc a la penicil·lina semisintètica final. De fet, el 38% de les penicil·lines produïdes comercialment s'empren en medicina humana, el 12% en veterinària i el 43% com a precursors per al disseny de penicil·lines semisintètiques.

### Regulació de la síntesi
L'anell tiazolidínic de la β-lactama es genera mitjançant la unió dels aminoàcids L-cisteïna, L-valina i àcid α-aminoadípic. Aquest últim, aminoàcid no proteic, s'uneix al residu de cisteïna mitjançant una síntesi de pèptids no ribosomal, el producte es combina una valina mitjançant una epimerització, reacció que dona lloc a un tripèptid. Aquest tripèptid se cicla mitjançant un procés encara no descrit donant lloc al primer producte aïllable, l'isopenicil·lina N. L'acció de la penicil·lina transacetilasa, que substitueix la cadena de α-aminoadípic al C6 per una molècula d'àcid fenilacètic activada, produeix la benzilpenicil·lina.
La producció de penicil·lina requereix la col·laboració de científics i enginyers per a l'efectiva producció de quantitats industrials de l'antibiòtic. La penicil·lina és un metabòlit secundari del fong Penicillium, és a dir, el fong no produeix l'antibiòtic quan creix sota condicions normals, només quan el seu creixement es troba inhibit per veure's sotmès a condicions d'estrès. Altres factors inhibeixen la producció de penicil·lina, incloent-hi la seva mateixa ruta de producció. Per exemple, la lisina inhibeix la seva síntesi, ja que inhibeix l'homocitrat sintasa, enzim implicat en la síntesi d'àcid α-aminoadípic. Això no obstant, la retroinhibició per lisina no sembla un factor limitant en la producció industrial del compost. Altres elements reguladors són: la concentració de fosfat, de glucosa i d'ió amònic.
Les cèl·lules de Penicillium creixen mitjançant la  tècnica coneguda com a «fed-batch» (cultiu de lot nodrit), en el qual es veuen contínuament subjectes en condicions d'estrès i, per tant, produeixen penicil·lina en abundància. Les fonts de carboni disponibles són també importants perquè la glucosa inhibeix a la penicil·lina mentre que la lactosa no. El valor del pH i els nivells de nitrogen, fosfat i oxigen són també crítics en els lots de producció i s'han de controlar automàticament.